# 호주인 (마시야마씨)
호주인(일본어: 宝樹院, 1621년(겐나(元和) 7년) - 1653년 1월 1일(조오(承応) 원년 12월 2일))은 에도 시대의 인물로, 에도 막부 3대 쇼군인 도쿠가와 이에미쓰의 측실이자 4대 쇼군 도쿠가와 이에쓰나의 생모이다. 본명은 란(蘭)이며, 라쿠(楽) 또는 다카시마 고젠(高島御前)으로도 불렸다.

## 생애
시모쓰케국(下野国) 쓰가 군(都賀郡) 다카시마 촌(高島村)에서 농민인 아오키 산타로 도시나가(青木三太郎利長)와 마시야마씨(増山氏)의 딸로 태어났다. 아버지 아오키는 에도로 나와 하타모토 신분인 아사쿠라씨에 봉직하여 하급 무사로 출세하였으나 주군의 자금을 횡령한 것이 드러나 에도에서 쫓겨난 뒤 칩거하였고, 이후 수렵이 금지된 학을 사냥한 것이 발각되어 사형당하였다.
아버지의 사후, 어머니인 마시야마 씨는 에도를 떠나 고가 번주(古河藩主) 나가이 나오마사의 저택에 들어가 시녀장으로 봉직하였으며 헌 옷 상인이었던 나나자와 기요무네(七沢清宗)와도 재혼하였다. 일설에 따르면 이 당시 어머니, 양부와 함께 거처하며 헌 옷 장사를 돕던 13세의 호쥬인이 쇼군 도쿠가와 이에미쓰의 유모 가스가노쓰보네의 눈에 들어 오오쿠로 입성하였다고도 하고, 가스가노쓰보네의 조카인 소신니(祖心尼)의 천거를 받아 입성하였다고도 전해지며, 또는 이미 오오쿠에서 고후쿠노마(呉服の間)로 봉직하던 호주인이 여러 시녀들 앞에서 고향의 노동요를 부르던 것이 이에미쓰의 눈에 들어 측실이 되었다는 설도 있다.
간에이(寛永) 18년(1641년) 도쿠가와 이에미쓰의 장남이자 후계자로 4대 쇼군이 되는 이에쓰나를 출산하였다.
게이안(慶安) 4년(1651년) 이에미쓰 사후 이듬해에 32세로 사망하였다.

## 같이 보기
- 마시야마 마사토시, 나스 스케미쓰 - 호주인의 동생들
- 마시야마 마사미쓰 - 호주인의 조카
- 오오쿠